# Impôts FC
El Impôts Football Club es un equipo de fútbol de Camerún que juega en la Tercera División de Camerún, la tercera primera liga de fútbol más importante del país.

## Historia
Fue fundado en el año 1975 en la capital Yaundé y ha ganado el título de liga 5 veces, También ha ganado el torneo de Copa en el año 2005 y alcanzaron la Primera División en esa temporada.
A nivel internacional ha participado en 1 torneo continental, la Copa Confederación de la CAF del año 2006, donde fue eliminado en la Ronda Preliminar por el Akonangui FC de Guinea Ecuatorial.

## Palmarés
- Copa de Camerún: 1

2005

## Participación en competiciones de la CAF
| Temporada | Torneo                       | Ronda      | Club         | Casa | Visita | Global      |
| --------- | ---------------------------- | ---------- | ------------ | ---- | ------ | ----------- |
| 2006      | Copa Confederación de la CAF | Preliminar | Akonangui FC | 0-0  | 0-0    | 0-0 (4-5 p) |

## Jugadores

### Jugadores destacados
- Léonard Kweuke
- Valéry Tenfa
- Joshep Jodilzon